# Gelbluten
Gelbluten ist eine Komplikation bei implantierten Silikon-Prothesen der weiblichen Brust. Es handelt sich um eine Diffusion des Silikons in die Umgebung bei intakter Hülle der Prothese, also ohne Ruptur der Implantat-Hülle.

## Diagnostik
Das Gelbluten kann durch eine Ultraschall-Untersuchung oder durch eine Magnetresonanztomographie (MRT) der Brust diagnostiziert werden. Ein ausgedehntes Gelbluten wird auch im Rahmen einer Revisions-Operation gefunden. Gelbluten und Implantat-Rupturen (Risse) verursachen häufig keine Beschwerden.